# 阿图瓦地区古伊
阿图瓦地区古伊（法語：Gouy-en-Artois，法語發音：[ɡwi ɑ̃.n‿aʁtwa]），或纯音译作古伊昂纳图瓦，是法国上法蘭西大區加来海峡省的一个市镇，属于阿拉斯区。

## 地理
阿图瓦地区古伊（50°14'49"N, 2°35'43"E）面积10.11 平方千米，位于法国上法蘭西大區加来海峡省，该省份为法国北部沿海省份，西北濒北海，南至索姆省，东临北部省。
与阿图瓦地区古伊接壤的市镇（或旧市镇、城区）包括：旺克坦、蒙谢、锡芒库尔、巴约尔蒙、巴约尔瓦勒、巴万库尔、福瑟。
阿图瓦地区古伊的时区为UTC+01:00、UTC+02:00（夏令时）。

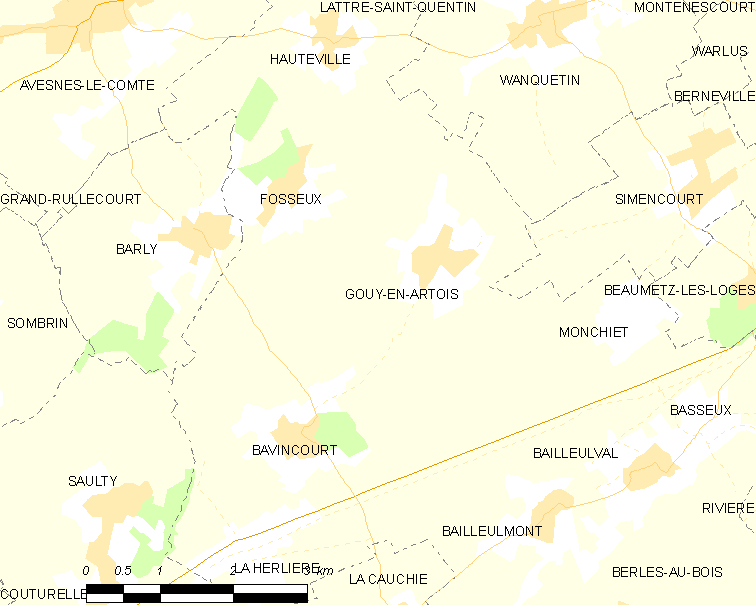
阿图瓦地区古伊的OSM定位图

## 行政
阿图瓦地区古伊的邮政编码为62123，INSEE市镇编码为62379。

## 政治
阿图瓦地区古伊所属的省级选区为阿韦讷勒孔特县。

## 人口

1962-2008年间阿图瓦地区古伊人口变化图示

阿图瓦地区古伊于2022年1月1日时的人口数量为326人。